# Zdeněk Růžička
Zdeněk Růžička (Ivančice, 15 aprile 1925 – Brno, 18 aprile 2021) è stato un ginnasta cecoslovacco.

## Palmarès

### Olimpiadi
- Bronzo a Londra 1948 nel corpo libero.
- Bronzo a Londra 1948 negli anelli.